# Тебес
Тебес (перс. طبس) — місто в південній частині північно-східного Ірану. Адміністративний центр шагрестану Тебес, в провінції Південний Хорасан (з 2013 року). Населення пр. 30 000 осіб, розташоване в 950 кілометрів на південний схід від міста Тегеран
Місто оточує Тебеська пустеля. Навколо міста є оаза з плантаціями цитрусових і фінікових пальм. У місті є громадський сад Баге-Гольшани з красивими фонтанами, створений понад 300 років тому. В місті також є залізнична станція, аеропорт і два університети.
Населення Тебесу розмовляє на хорасанському діалекті перської мови, який звучить дещо інакше, ніж стандартний іранський варіант («тегеран перський»).

## Історія
Історія Тебеса сягає ще доісламських часів. Він був важливим форпостом імперії Сасанідів і під час арабської навали вважався воротами до Хорасану. Він уцілів під час монгольської навали на Іран. У місті було місцеве самоврядування, яке включало не тільки Тебес, але і Фердоуз та Гонабад.
Тебес був майже повністю зруйнований магнітудою 7,8 за шкалою Ріхтера в ніч з 16 на 17 вересня 1978 року. Більше половини жителів повіту (від 15 до 22 тис. осіб) загинуло. Пізніше багато вулиць, парків і громадських будівель були відновлені або побудовані заново. 
Тебес також здобув популярність в 1980 році, коли в ньому через поломку літака зірвалася американська операція «Орлиний кіготь».

## Відомі люди
- Аббас Вез-Тебесі, народився 25 червня 1935 року в Тебесі. Великий імам та голова правління Астан Кудс Разаві;
- Масуд Раджаві, народився 18 серпня 1948 року в Тебесі. Один з лідерів іранського антіфундаменталістского опору ліворадикального толку.

## Галерея

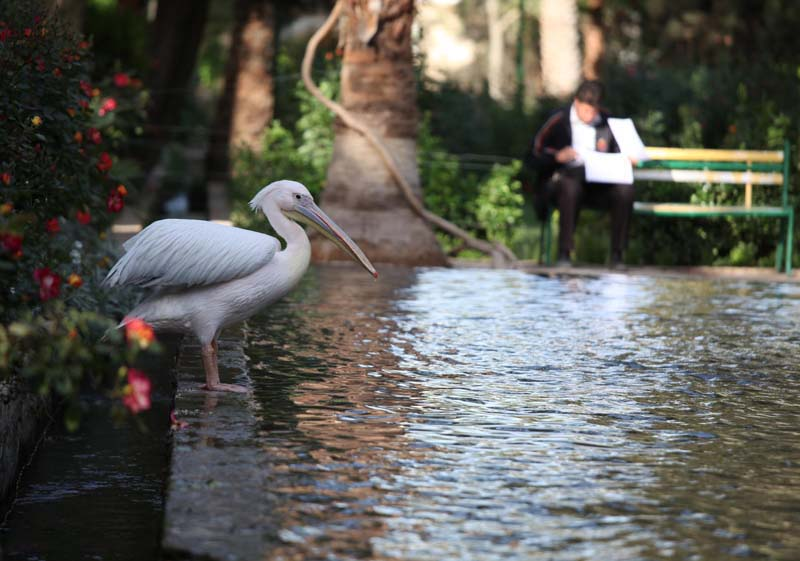
Пелікан
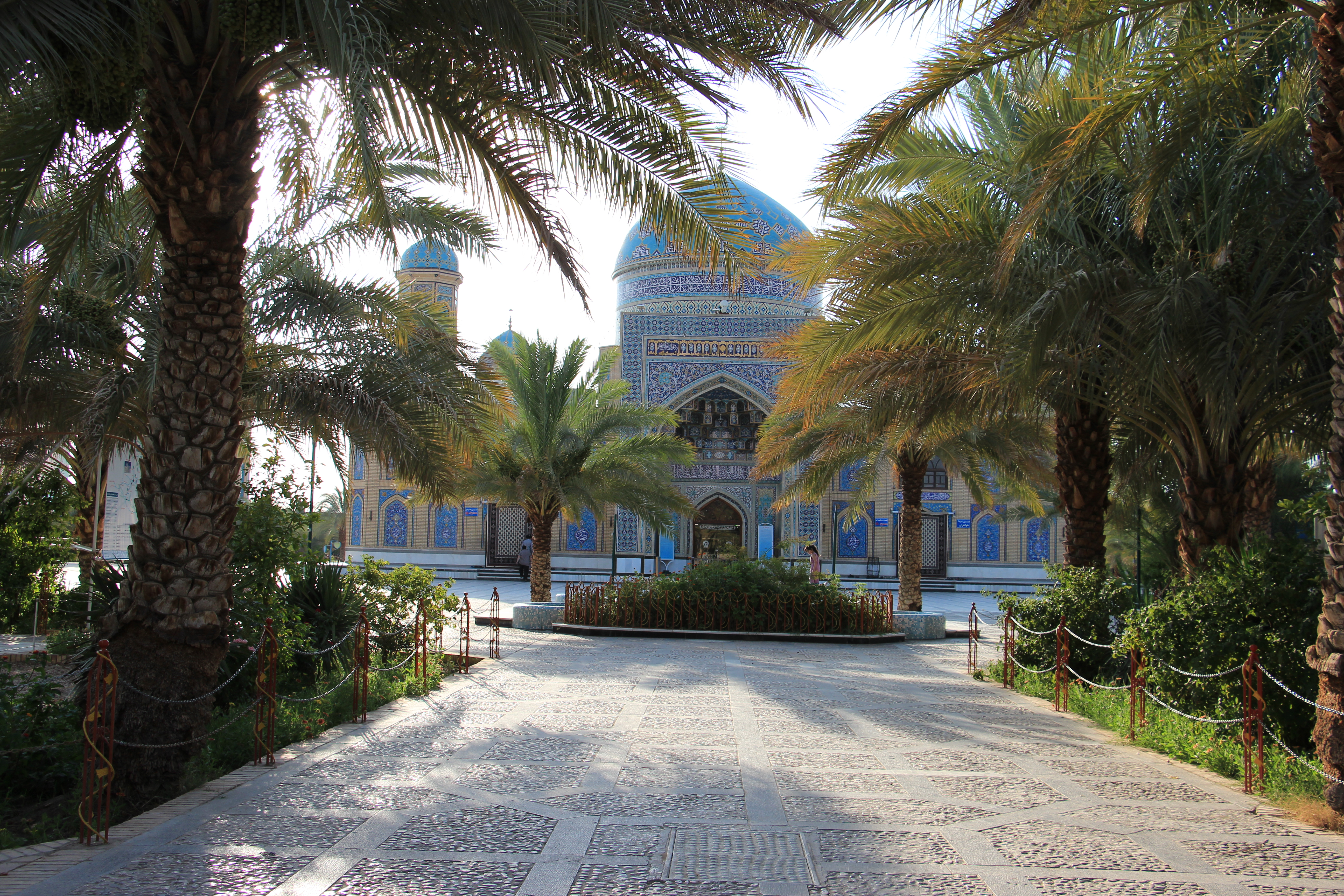
Храм Кадхим